# تری ویلسون
تری ویلسون (به انگلیسی: Trey Wilson) (زاده ۲۱ ژانویهٔ ۱۹۴۸-درگذشته ۱۶ ژانویهٔ ۱۹۸۹) بازیگر آمریکایی بود.
از فیلم‌های معروف او می‌توان به بازی در فیلم بول دورهام و آخر خط اشاره کرد.